# Silke Jonkman
Silke Jonkman (Haren, 26 januari 1997) is een Nederlands atlete. Zij heeft zich gespecialiseerd in de lange afstanden op de baan en de weg. Zij werd Nederlands kampioene veldlopen in 2022 en op de 10.000 m in 2023.

## Biografie
Jonkman was voor het eerst internationaal actief op een eindtoernooi op het EK 2022 in München. Hier werd ze op de 10.000 m elfde met een tijd van 32.30,92 minuten. Datzelfde jaar behaalde ze een 18de plaats op het EK veldlopen in Turijn met een tijd van 27.58 minuten. In 2023 werd ze op de universiade in Chengdu achtste met een tijd van 35.07,58 minuten op de 10.000 m. Op het NK 2023 werd Jonkman Nederlands kampioen op de 10.000 m.
In 2024 trad Jonkman aan op het EK 2024 in Rome, waar ze de dertiende plaats behaalde met een tijd van 32.38,73 minuten.

## Nederlandse kampioenschappen
Outdoor
| Onderdeel | Jaar |
| --------- | ---- |
| 10.000 m  | 2023 |
| veldlopen | 2022 |

## Persoonlijke records
Baan
| Onderdeel      | Prestatie | Datum           | Plaats           |
| -------------- | --------- | --------------- | ---------------- |
| 800 m          | 2.11,24   | 1 augustus 2021 | Utrecht          |
| 1500 m         | 4.23,17   | 27 juni 2021    | Breda            |
| 3000 m steeple | 10.31,35  | 4 juli 2021     | Vught            |
| 5000 m         | 15.38,29  | 6 juli 2024     | Maisons-Laffitte |
| 10.000 m       | 32.25,14  | 14 mei 2022     | Londen           |

Weg
| Onderdeel      | Prestatie | Datum             | Plaats    |
| -------------- | --------- | ----------------- | --------- |
| 10 km          | 32.28     | 12 februari 2023  | Schoorl   |
| 10 Eng. mijl   | 54.47     | 17 september 2022 | Amsterdam |
| halve marathon | 1:10.43   | 12 maart 2023     | Den Haag  |

Indoor
| Onderdeel | Prestatie | Datum        | Plaats    |
| --------- | --------- | ------------ | --------- |
| 3000 m    | 8.59,49   | 2 maart 2019 | Apeldoorn |

## Palmares

### 5000 m
- 2024:  NK – 15.43,78

### 10.000 m
- 2022:  NK – 33.05,38
- 2022: 11e EK – 32.30,92
- 2023:  NK – 34.10,17
- 2023: 8e Universiade – 35.07,58
- 2024: 13e EK – 32.38,73

### halve marathon
- 2024:  NK – 1:12.37

### veldlopen
- 2017: 15e NK in Amsterdam (korte cross = 2700 m) – 10.55
- 2021:  NK in Tilburg (8000 m) – 27.55
- 2022:  NK in Tilburg (8000 m) – 26.56
- 2022: 18e EK – 27.58